# Kevin
Kevin is de Engelse vorm van de Ierse, mannelijke voornaam Caoimhín (Modern Iers: Caoimhghín; Oud Iers: Cóemgein; gelatiniseerd: Coemgenus). 
De naam is samengesteld uit caomh "lief; nobel; knap" (Oud Iers cóem) en -gin ("geboorte"; Oud Iers gein).
De variant Kevan is de Engelse vorm van Caoimheán, een Ierse verkleinvorm. De vrouwelijke versie van de naam is Caoimhe (Engelse vorm Keeva of Kweeva). De naam kan ook als Kevyn gespeld worden. 

## Geschiedenis
Sint Kevin (d. 618) was de stichter van het Glendalough klooster in het Koninkrijk van Leinster in 6e-eeuws Ierland. Sint Kevin werd gecanoniseerd in 1903 en is een van de patroonheiligen van het rooms-katholieke aartsbisdom Dublin.
Caomhán of Inisheer is de beschermheilige van Inisheer, Aran Islands. De correcte Engelse vorm van Caomhán is Cavan of Kevan, maar hij wordt doorgaans "Kevin" genoemd. 
In Ierland was een van de eerste dragers van de Engelse versie van de naam Kevin Izod O'Doherty (1823–1905) een jonge Ier en politicus. De naam werd populairder tijdens de Gaelic revival aan het einde van de 19e eeuw, waarin Kevin Barry en Kevin O'Higgins een prominente rol speelden in de Ierse revolutionaire periode. Later werd de naam "widely adopted throughout the English-speaking world", met stijgende populariteit in de jaren 50.
De sterke stijging in populariteit zou kunnen samenhangen met Kevin McCarthy, die beroemd werd met zijn rol in de film Death of a Salesman (1951). In de Verenigde Staten piekte de populariteit van de naam op de 11e plek in 1963. Sindsdien is de populariteit gestaag afgenomen, maar wordt nog steeds met regelmaat gegeven, op plaats 89 vanaf 2016.

## Verband met sociale klasse
Uit Duits onderzoek van de Universiteit Oldenburg onder leerkrachten in het basisonderwijs bleek in 2009 dat de naam Kevin (en vergelijkbare jongens- en meisjesnamen als Mandy, Angelina en Justin) in Duitsland gezien werd als een typische naam voor lagere sociaal-economische klassen. Leerkrachten associeerden deze namen opvallend vaak met leer- en gedragsproblemen. De Duitse onderzoekster tekende daarbij aan dat Kevin eerst met "onderklasse" wordt geassocieerd, en "onderklasse" vervolgens met leerproblemen. Zodoende zouden leerkrachten last hebben van vooroordelen bij sommige voornamen.
Deze vernoeming en het discriminerende gedrag dat daar soms uit voortkwam werd wel schertsend aangeduid als  Kevinismus ("Kevinisme") of Chantalismus ("Chantalisme"), de vanaf de jaren zestig van de twintigste eeuw ontstane gewoonte om kinderen een trendgevoelige, exotische voornaam te geven, met name in lagere sociaal-economische klassen. Ook in Frankrijk is dit fenomeen bekend. Uit Nederlands onderzoek bleek een duidelijke samenhang tussen aan een kind verstrekte voornamen en gemiddeld opleidingsniveau en inkomen van de ouders. (De groep "English-Kevin" waarin o.a. de naam Kevin viel was overigens ook veruit de grootste groep met 27,7% van alle kinderen.)

## Bekende Kevins
- Kevin Costner (geboren 1955), Amerikaanse acteur
- Kevin McCarthy (geboren 1965), Amerikaans politicus
- Kevin De Bruyne (geboren 1991), Belgische voetballer
- Kevin Luckassen (geboren 1993), Nederlandse voetballer
- Kevin Smith (geboren 1970), Amerikaanse scenarioschrijver, producent en regisseur
- Kevin Buzzard (geboren 1968), Engels Wiskundige

- Kevin
- Kevin-Clyde Sefton
- Kevin-Prince Boateng
- Kevin "Noodles" Wasserman
- Kevin & The Animals
- Kevin (Montana)
- Kevin (doorverwijspagina)
- Kevin (radioprogramma)
- Kevin (rapper)
- Kevin Abbring
- Kevin Akpoguma
- Kevin Alejandro
- Kevin Alfred Strom
- Kevin Alston
- Kevin Amuneke
- Kevin Anderson
- Kevin Anderson (acteur)
- Kevin Anderson (tennis)
- Kevin Anderson (tennisser)
- Kevin Anderson (wetenschapper)
- Kevin Anin
- Kevin Ashman
- Kevin Ayers
- Kevin Ayers and the Whole World
- Kevin Bacon
- Kevin Baert
- Kevin Barry
- Kevin Barry (IRA)
- Kevin Bazzana
- Kevin Begois
- Kevin Behrens
- Kevin Bellemans
- Kevin Berger
- Kevin Berigaud
- Kevin Berry
- Kevin Bickner
- Kevin Blom
- Kevin Bobson
- Kevin Bodde
- Kevin Boitelle
- Kevin Boli
- Kevin Bonifazi
- Kevin Borlee
- Kevin Borlée
- Kevin Boyer
- Kevin Brands
- Kevin Brooks
- Kevin Buckler
- Kevin Budden
- Kevin Bukusu
- Kevin Burke
- Kevin Burness
- Kevin Burnham
- Kevin Campbell
- Kevin Cant
- Kevin Carter
- Kevin Ceccon
- Kevin Chamberlin
- Kevin Chapman
- Kevin Chappell
- Kevin Cheng
- Kevin Cheng Ka-Wing
- Kevin Chilton
- Kevin Claeys
- Kevin Clancy
- Kevin Clash
- Kevin Cogan
- Kevin Colleoni
- Kevin Conboy
- Kevin Coneff
- Kevin Conneff
- Kevin Connolly
- Kevin Conroy
- Kevin Constant
- Kevin Conway
- Kevin Cooney
- Kevin Corcoran
- Kevin Cordes
- Kevin Corrigan
- Kevin Cosgrove
- Kevin Costner
- Kevin Costner & Modern West
- Kevin Coyne
- Kevin Crawford
- Kevin Crockett
- Kevin Csoboth
- Kevin Curran
- Kevin Curtain
- Kevin D'Haese
- Kevin Daniels
- Kevin Danso
- Kevin Davies
- Kevin De Bont
- Kevin De Broyer
- Kevin De Bruyne
- Kevin De Jonghe
- Kevin De Mesmaeker
- Kevin De Weert
- Kevin De Wolf
- Kevin Debaty
- Kevin Degraw
- Kevin Delay
- Kevin Deltombe
- Kevin Demesmaeker
- Kevin Dempsey
- Kevin Desmedt
- Kevin Diaz
- Kevin Dickens
- Kevin Diks
- Kevin Dillon
- Kevin Doets
- Kevin Doyle
- Kevin Doyle (acteur)
- Kevin Doyle (voetballer)
- Kevin Drury
- Kevin Dunn
- Kevin Dupuis
- Kevin Durand
- Kevin Durant
- Kevin Eastman
- Kevin Ellington Mingus
- Kevin Esteve
- Kevin Esteve Rigail
- Kevin Estre
- Kevin Eubanks
- Kevin Evans
- Kevin Evans (wielrenner)
- Kevin Farrell
- Kevin Federline
- Kevin Feige
- Kevin Felida
- Kevin Fennell
- Kevin Fernald
- Kevin Fertig
- Kevin Fickentscher
- Kevin Florijn
- Kevin Ford
- Kevin Franceschi
- Kevin Franck
- Kevin Frans
- Kevin G. Lamb
- Kevin Gadellaa
- Kevin Gage
- Kevin Gallacher
- Kevin Gameiro
- Kevin Garcia
- Kevin García Martínez
- Kevin Garnett
- Kevin Gates
- Kevin Geniets
- Kevin Geudens
- Kevin Giovesi
- Kevin Glackin
- Kevin Gleason
- Kevin Godley
- Kevin Goedhart
- Kevin Goertz
- Kevin Gomez Nieto
- Kevin Gomis
- Kevin Gortz
- Kevin Grosskreutz
- Kevin Großkreutz
- Kevin Görtz
- Kevin Hagen
- Kevin Hanchard
- Kevin Harbottle
- Kevin Hart
- Kevin Hartley
- Kevin Harvick
- Kevin Hassing
- Kevin Hatchi
- Kevin Hazeleger
- Kevin Hernandez
- Kevin Hernández
- Kevin Hesbois
- Kevin Hill
- Kevin Hofland
- Kevin Hooge
- Kevin Horace Parker
- Kevin Horgmo
- Kevin Huijsman
- Kevin Hulsmans
- Kevin Hunt
- Kevin Inkelaar
- Kevin J. Anderson
- Kevin J. Goedhart
- Kevin J. O'Connor
- Kevin James
- Kevin Jansen
- Kevin Janssens
- Kevin Janssens (aanvaller)
- Kevin Janssens (acteur)
- Kevin Janssens (middenvelder)
- Kevin Janssens (voetballer)
- Kevin Janssens (voetballer bij Lierse SK)
- Kevin Janssens (voetballer bij Woluwe-Zaventem)
- Kevin Jensen
- Kevin Johansen
- Kevin Johio Lucas Rehn Eire
- Kevin John Edusei
- Kevin Johnson
- Kevin Johnson (singer-songwriter)
- Kevin Jonas
- Kevin Joseph Farrell
- Kevin Jörg
- Kevin Kabran
- Kevin Kampl
- Kevin Kayirangwa
- Kevin Keegan
- Kevin Kelly
- Kevin Kempeneer
- Kevin Kerr
- Kevin Keunen
- Kevin Kilbane
- Kevin Kiley (worstelaar)
- Kevin Kiley Jr.
- Kevin Kiley jr.
- Kevin Killer
- Kevin Kilner
- Kevin Kim
- Kevin King
- Kevin King (tennis)
- Kevin King (tennisser)
- Kevin Kis
- Kevin Kisner
- Kevin Kleveros
- Kevin Kline
- Kevin Klinkenberg
- Kevin Koffi
- Kevin Korjus
- Kevin Krawietz
- Kevin Kregel
- Kevin Krumenauer
- Kevin Kuhn
- Kevin Kuhnert
- Kevin Kuranyi
- Kevin Kurányi
- Kevin Kuske
- Kevin Kyle
- Kevin Kühn
- Kevin Kühnert
- Kevin Lacombe
- Kevin Lambrechts
- Kevin Landman
- Kevin Langeree
- Kevin Larsen
- Kevin Lasagna
- Kevin Ledanois
- Kevin Lejeune
- Kevin Leybaert
- Kevin Light
- Kevin Lisbie
- Kevin Livingston
- Kevin Lopez
- Kevin Love
- Kevin Luckassen
- Kevin Lyttle
- Kevin López
- Kevin Maas
- Kevin MacLeod
- Kevin Mac Allister
- Kevin Maddock
- Kevin Magee
- Kevin Magnussen
- Kevin Mahogany
- Kevin Major
- Kevin Malget
- Kevin Manuel Rivera
- Kevin Manuel Rivera Serrano
- Kevin March
- Kevin Marshall
- Kevin Martel
- Kevin Martin
- Kevin Martin (muzikant)
- Kevin Masters Show starring Tom Rhodes
- Kevin Mayer
- Kevin Mayi
- Kevin Mbabu
- Kevin McBride
- Kevin McCall
- Kevin McCarthy
- Kevin McCarthy (acteur)
- Kevin McCarthy (politicus)
- Kevin McClory
- Kevin McHale
- Kevin McHale (acteur)
- Kevin McHale (basketballer)
- Kevin McHattie
- Kevin McKee
- Kevin McKee (voetballer)
- Kevin McKenna
- Kevin McKenna (voetballer)
- Kevin McKidd
- Kevin McNally
- Kevin Mccall
- Kevin Michael Richardson
- Kevin Mirallas
- Kevin Mirocha
- Kevin Mirrallas
- Kevin Mitnick
- Kevin Moeliker
- Kevin Monnet-Paquet
- Kevin Moon
- Kevin Mooney
- Kevin Moore
- Kevin Moran
- Kevin Morby
- Kevin Murphy
- Kevin Murphy (acteur)
- Kevin Muscat
- Kevin Mwachiro
- Kevin Möhwald
- Kevin N'Doram
- Kevin Na
- Kevin Nai Chia Chen
- Kevin Nash
- Kevin Nealon
- Kevin Neirynck
- Kevin Neufeld
- Kevin Nichols
- Kevin Nicolay
- Kevin Nisbet
- Kevin Nolan
- Kevin Norbury
- Kevin Norwood Bacon
- Kevin O'Connor
- Kevin O'Halloran
- Kevin O'Rourke
- Kevin Olimpa
- Kevin Oris
- Kevin Ortega
- Kevin Overland
- Kevin Owens
- Kevin Packet
- Kevin Painter
- Kevin Panhuyzen
- Kevin Pannewitz
- Kevin Parker
- Kevin Parker (musicus)
- Kevin Parker (rechter)
- Kevin Patijn
- Kevin Paulus
- Kevin Pauwels
- Kevin Pecqueux
- Kevin Peek